# Rồng rộc trâu mỏ trắng
Rồng rộc trâu mỏ trắng, tên khoa học Bubalornis albirostris, là một loài chim trong họ Ploceidae.